# 津軽尹子

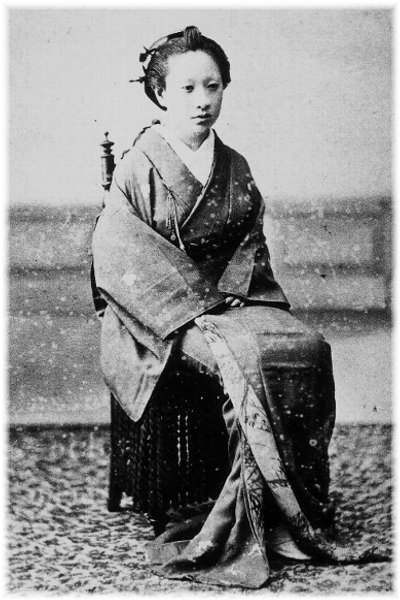
津軽尹子

津軽 尹子（つがる ただこ、嘉永元年12月11日（1849年1月5日） - 明治33年（1900年）6月6日）は、幕末の津軽藩主（のち伯爵）津軽承昭の継室。信君と称す。
関白近衛忠煕の六女。当初は、かねて関係の深かった薩摩藩主島津家との関係で、島津斉彬の嫡子虎寿丸と婚約する手はずだったが、安政5年（1854年）に虎寿丸が早世したために破談となった。
慶応2年（1866年）5月、津軽藩主・津軽承昭と婚約する。承昭は、文久元年（1861年）に前室の常姫を亡くしており、継室となる。明治2年（1869年）に結婚した。明治18年（1885年）、名を信から尹子に改める。
明治33年（1900年）死没。東京上野の寛永寺に葬られた。
承昭の跡を継いだ津軽英麿は、尹子の兄近衛忠房の次男である。